# Jackass: Number Two
Jackass: Number Two är en komedifilm från 2006. Det är en uppföljare till Jackass: The Movie från år 2002. De flesta från den tidigare filmen medverkar även i denna; däribland Johnny Knoxville, Bam Margera, Ryan Dunn, Chris Pontius, Steve-O, Dave England, Ehren McGhehey, Preston Lacy och Jason "Wee-Man" Acuña. Filmen regisserades av Jeff Tremaine.
Precis som Jackass: The Movie har den ingen handling utan är snarare som ett enda långt avsnitt av TV-serien Jackass. Den består av en samling stunt och practical jokes.
Den första filmen hade en väldigt låg budget på bara 5 miljoner dollar, men drog in över 64 miljoner dollar och detta bara i USA. Uppföljaren hade premiär den 22 september 2006 i USA. Den hade premiär i Sverige den 8 december 2006.
Fans till serien såg de medverkande filma i ett antal stater i USA men filmskaparna valde att hålla alla inspelningsplatser hemliga, så att fans inte skulle störa inspelningen. Men det är känt att de filmade i Indien, Australien och Moskva i Ryssland. Ett par stunts och scener har läckts ut under Radio Bam och Loveline.
Den 15 juni 2006 släppte Yahoo! den första officiella trailern till filmen. I den fick man en inblick i en hel del stunts. Många stunts verkade vara mer galna och fartfyllda än de i serien och den första filmen. Man får bland annat se Don Vito få sin tand utdragen av Bams Lamborghini. Precis som i den första filmen är Brandon DiCamillo inte med i många stunts eller scener, antagligen på grund av att han hatar att flyga. Men han spelar bland annat den tandläkare som sköter Don Vitos tandvård. Scenerna med Don Vito kom dock inte med till slut, på grund av juridiska problem.

## Stunts/pranks i filmen
- Puppet Show - Chris Pontius medverkar i en dockteater tillsammans med en orm, Johnny Knoxville sköter trådarna runt pitten.
- The Valentine - Några från crewet har satt upp ett fejkat fan-brev på hotellet, och de andra läser det, men när de börjar läsa utlöser Knoxville en boxningsarm som träffar dem i ansiktet.
- Firehose Rodeo - Dave England klänger sig fast på en brandslang som hoppar fram och tillbaka genom luften, tills han tappar taget och gör en tung landning.
- Chubby Chaser India - Preston Lacy och Wee Man gör sin klassiska scen, där Wee Man blir jagad av Preston. Nu är de i Indien, och de springer in i en byggnad, men springer ut igen med ett gäng småväxta personer med tillhyggen efter sig.
- Bicentennial Bmxing - Knoxville och Ryan Dunn cyklar på gamla höghjulingar.
- The Strongman - Pontius, utklädd till starke man slår till på en styrkemätar-anordning, som skickar upp en dildo som träffar Bam (som sitter ovanpå) i akterkastellet.
- Gloria - Spike Jonze utklädd till en snuskig gammal dam.
- The Mini-Loop - Ehren McGhehey och Thor kör med mini-motorcyklar i en mini-loop.
- The Brand - Dunn brännmärker Bam med ett brännjärn som egentligen är till för att märka tamboskap. Bam får flera pittar inbrända på stjärten. Tre dagar senare chockar de Bams föräldrar genom att visa märket.
- Lake Jump - Knoxville, Mark Zupan, Mat Hofmann kör upp på en ramp på cyklar (i Zupans fall en rullstol), och med gastuber på, och flyger iväg.
- The Fish Hook - Pontius fiskar efter hajar med Steve-O som bete.
- Bam Velcro Truck - Bam skejtar fram till en ramp, och hoppar in i en lastbil och fastnar.
- The Electric Stool - Wee Man blir grundlurad av en kortkastare.
- Yak Charge - Knoxville voltar runt i luften efter att ha stångats av en sibirisk tjur. Inspirerad av Tom & Jerry.
- The Bungee Jump - Wee Man och Preston gör tillsammans ett bungee-hopp från en bro i Miami Beach.
- Bad Grandpa - Knoxville utklädd till en dålig farfar, som låter barnbarnet röka och dricka.
- Indoor Ski Slope - Brandon Novak åker skidor nerför en backe som gjorts i Bams föräldrars hus.
- Beehive Limo - Knoxville och Bam låser fast Dave England, Wee Man, Steve-O och Dunn i en limo, kastar in en låda med bin och häller ut kulor utanför dörren.
- Rake Jumo - Steve-O gör det klassiska kratt-hoppet.
- Dave Eats Shit - Dave England får 200 dollar av The Three 6 Mafia för att äta hästskit.
- Naked Wee Man - Wee Man streakar en konferens.
- Riot Control Test - Bam, Knoxville och Dunn skjuts med vapen som används utanför ambassader och under upplopp.
- Gloria And The Artist - Gloria är tillbaka.
- Medicine Ball Dodgeball - Gänget spelar dodgeball i mörker med medicinbollar.
- Mushroom Launch - Dunn ska skickas iväg med en kundvagn, men Bam drar ner porten, så han kraschar in i den.
- The Magic Trick - John Waters trollar bort Wee Man.
- The Gauntlet - Gänget, med Tony Hawk, Mat Hoffman och Mike Kassak åker med olika grejer i en skatehall, medan de andra puttar sandsäckar fram och tillbaka som hinder.
- Tiny Toilet - Dave England skiter ner en miniatyr-toalett.
- The Toro Totter - Bam, Knoxville, Pontius och Dunn testar en klassisk tjurlek.
- Keep God Out Of California - Pontius, utklädd till djävulen skjuts upp ur ett hål i gatan och ropar till fotgängare att "Gud ska hållas utanför Kalifornien".
- Butt Chug - Steve-O drar in öl i röven, och "pissar" ut den.
- Bam Roof Slam - Bam skatar ner från ett tak, utklädd till...nåt.
- Rocket Cart - Dunn skjuts iväg ut i havet i en kundvagn med gastuber.
- Anaconda Ball Pit - Knoxville, Dunn och Wee Man fångar in en Anakonda i ett bollhav, men glömmer den andra.
- Bam Drop in - Bam skejtar rätt in i kameran.
- The Ice Horse - Dunn sätter kulorna på en ishäst.
- The Swamp Chute - Wee Man flyger iväg i en fallskärm när motorerna till några båtar slås på.
- How To Milk A Horse - Knoxville, Steve-O och Pontius får veta hur man "mjölkar" en häst och provsmakar resultatet. Egentligen för Wildboyz.
- Karate Chop - Dunn håller upp brädor som först Bam och sedan Pontius ska slå sönder.
- The Big Tire Race - Dave England och Ehren sitter i varsitt traktordäck, och racar ner för en kulle.
- The Leech Healer - Dave England och Steve-O testar healing med iglar i Indien.
- Gloria Goes Shopping - Gloria igen.
- The Windtunnel - Bam blåser in i en vindtunnel, väl där stängs han in med en kobra.
- Roller Leapfrog - Dave England (i en tigerdräkt) och Wee Man (i en groddräkt) åker rullskridskor och krockar.
- The Fart Mask - Preston fiser i en slang som leder till en dykarhjälm som Steve-O har på sig.
- Big Green Ball - Dave England studsar ner från ett tak med en stor grön boll.
- The Poof - Knoxville, utklädd till gamlingen Irving Zisman fiser mjöl på regissören Jeff Tremaine.
- Old Man Balls - Knoxville, utklädd till en gamling har kulorna utanför shortsen.
- The Switcheroo - Bams pappa Phil och Preston byter plats.
- Ding Dong - Knoxville har monterat upp en luftkudde som slår till Dave i ansiktet när han ringer på dörrklockan.
- Big Red Rocket - Knoxville åker raket inspirerad av Gråben och Hjulben.
- Terror Taxi - Ehren blir totalt blåst i dubbel bemärkelse av gänget, när han kläs ut till terrorist från Mellanöstern i tron om att han ska utföra ett prank på flygplatsen.
- The Bear Trap/ The Best of Times - Knoxville sätter handen i en björnsax, sedan övergår scenen till ett musikalnummer med The Best of Times.

## Citat ur filmen
- "Swallow it! Swallow it niggah!" - Yttrat av Juicy J i Three 6 Mafia under "Dave eats shit.
- "Todays debate: Is it wrong to be strong? You be the judge" - Yttrat av Chris Pontius under "The Strongman"
- "It's gonna hurt real bad, but it's just loud" - Yttrat av Johnny Knoxville under "Riot Control Test"
- "My head stopped my body from getting really hurt on that one!" - Yttrat av Johnny Knoxville under "Biccentinial Bmxing"
- "Hi I'm Johnny Knoxville and I'm going to the moon!" - Yttrat av Knoxville under "Big red rocket"
- "Keep god out of California, whoo. Tell Charlie Daniels to write a song about this" - Yttrat av Chris Pontius under "Keep god out of California"
- ”I’m Steve-O, and sorry dad! But no-one’s gonna miss this for the world. This is the Butt-chug!” - Yttrat av Steve-O under ”Butt-chug”